# Sint-Laureins
Sint-Laureins (ook: Sente) is een gemeente in de Belgische provincie Oost-Vlaanderen. Sint-Laureins ligt in de regio Meetjesland, in het noordwesten van de provincie, tegen de grens met Nederland. De uitgestrekte agrarische gemeente telt bijna 7.000 inwoners, en is vooral bekend om zijn polders, kreken en waterlopen. Het Leopoldkanaal loopt door deze gemeente.

## Bezienswaardigheden
- De Sint-Laurentiuskerk
- De kreken van Sint-Laureins (Sentse kreken) die getuigen van de overstromingen vanaf de 12e eeuw. Moeraskoorts kwam hier vaak voor. De Roeselarekreek bedekt het in de 14e en 15e eeuw door overstromingen verdwenen dorp Nieuw-Roeselare. Zie ook: Meetjeslands krekengebied
- Het Godshuis: in de 19e eeuw gebouwd op initiatief van pastoor Joseph-Olivier Andries van Middelburg en gefinancierd door juffrouw Antonia Van Damme (1787-1879) om tegemoet te komen aan het leed van de armen en zieken van de streek. Tussen 2004 en 2021 was het gebouw ingericht als hotel en ontmoetingscentrum voor zakenseminaries en (huwelijks)feesten.  Sedert oktober 2022 is het door het Rode Kruis België ingericht als azc.
- d' Oude Melkerij: In een landbouwstreek als het Meetjesland had vroeger bijna elk dorp zijn eigen melkerij. De melkerij van Sint-Laureins werd opgestart in 1936. Tot 1964 werd er melk verwerkt. De foto’s aan de authentieke muur geven een beeld van de melkerij in haar gloriedagen. Daarnaast zijn er ook infowanden over het leven van de boer van vroeger tot nu en een kritische/ludieke film die een inkijk geeft in het boerenbestaan. In de zomer van 2018 werd d' Oude Melkerij gerenoveerd en nu bevinden zich de diensten Toerisme, Cultuur, Jeugd en Sport in het gebouw.
- Op negen plekken in Sint-Laureins (geplaatst tussen 1995 en 2003) staan beelden in Reynaertthema van Chris Ferket [1] (Als de vos de passie preekt aan de Oudemanskreek, Reynaert en de eenden aan het gemeentehuis van Sint-Laureins, Kriekeputte aan de bibliotheek, Cuwaert in Sint-Margriete, Pinte ende Sproete in Sint-Jan-in-Eremo, Tybeert en de muizen in Waterland-Oudeman, Cantecleer in Watervliet, Ysengrin in Watervliet, De Koningsvrede in Bentille) . In Sint-Margriete staat ook nog het bas-reliëf Reynaert voor de troon van Koning Nobel van Jeannine Van Landschoot.

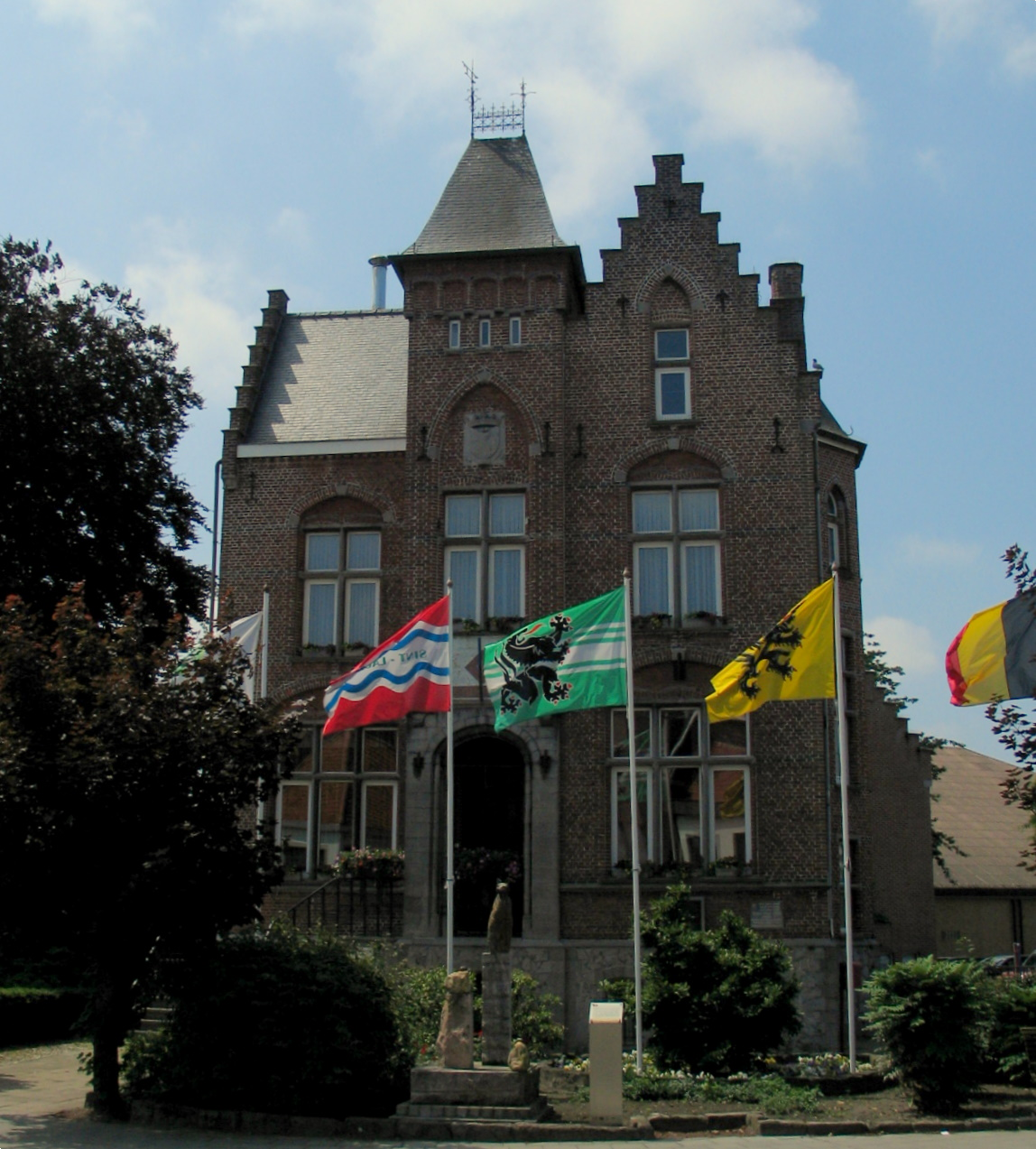
Het gemeentehuis
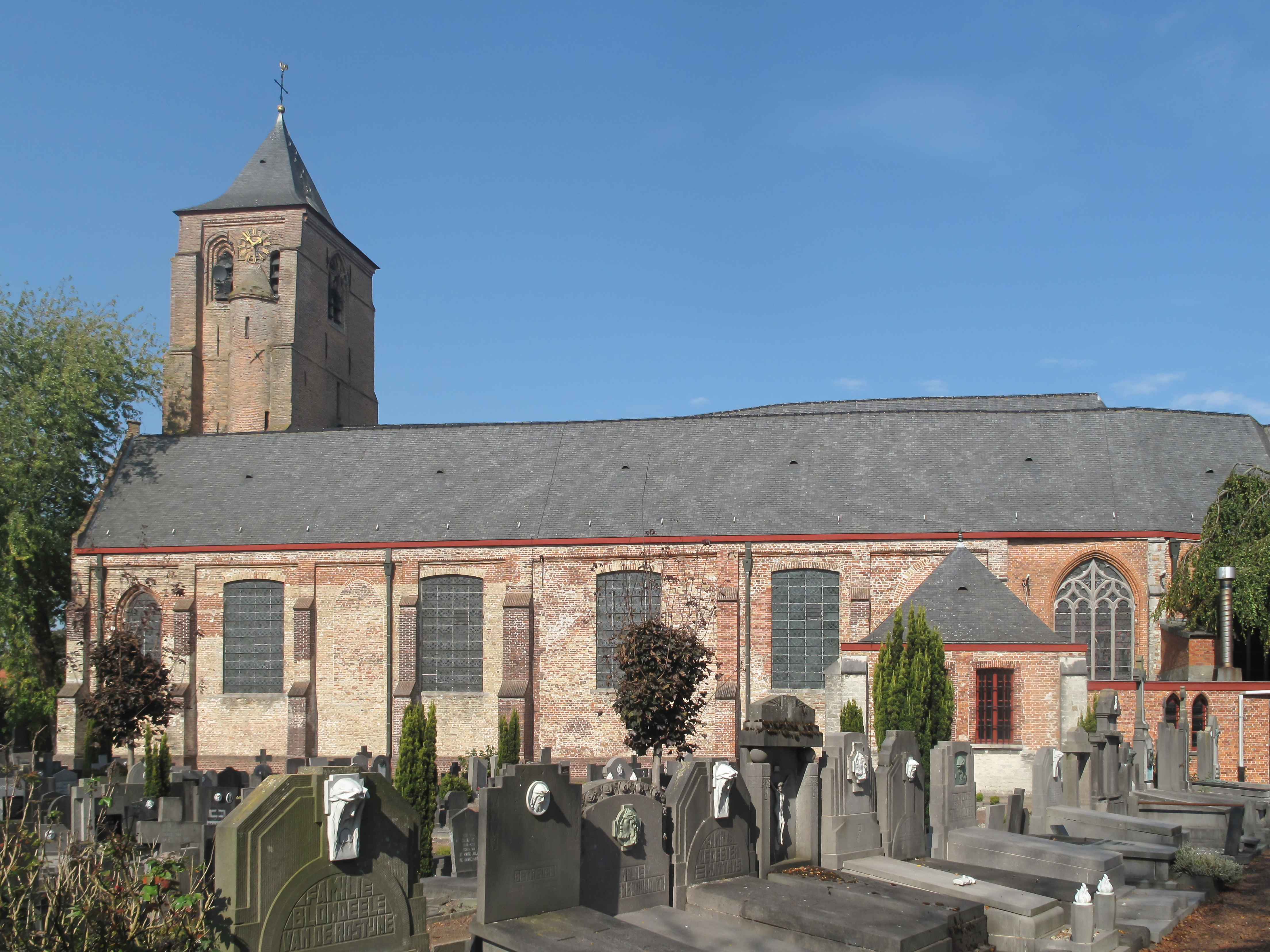
De Sint-Laurentiuskerk
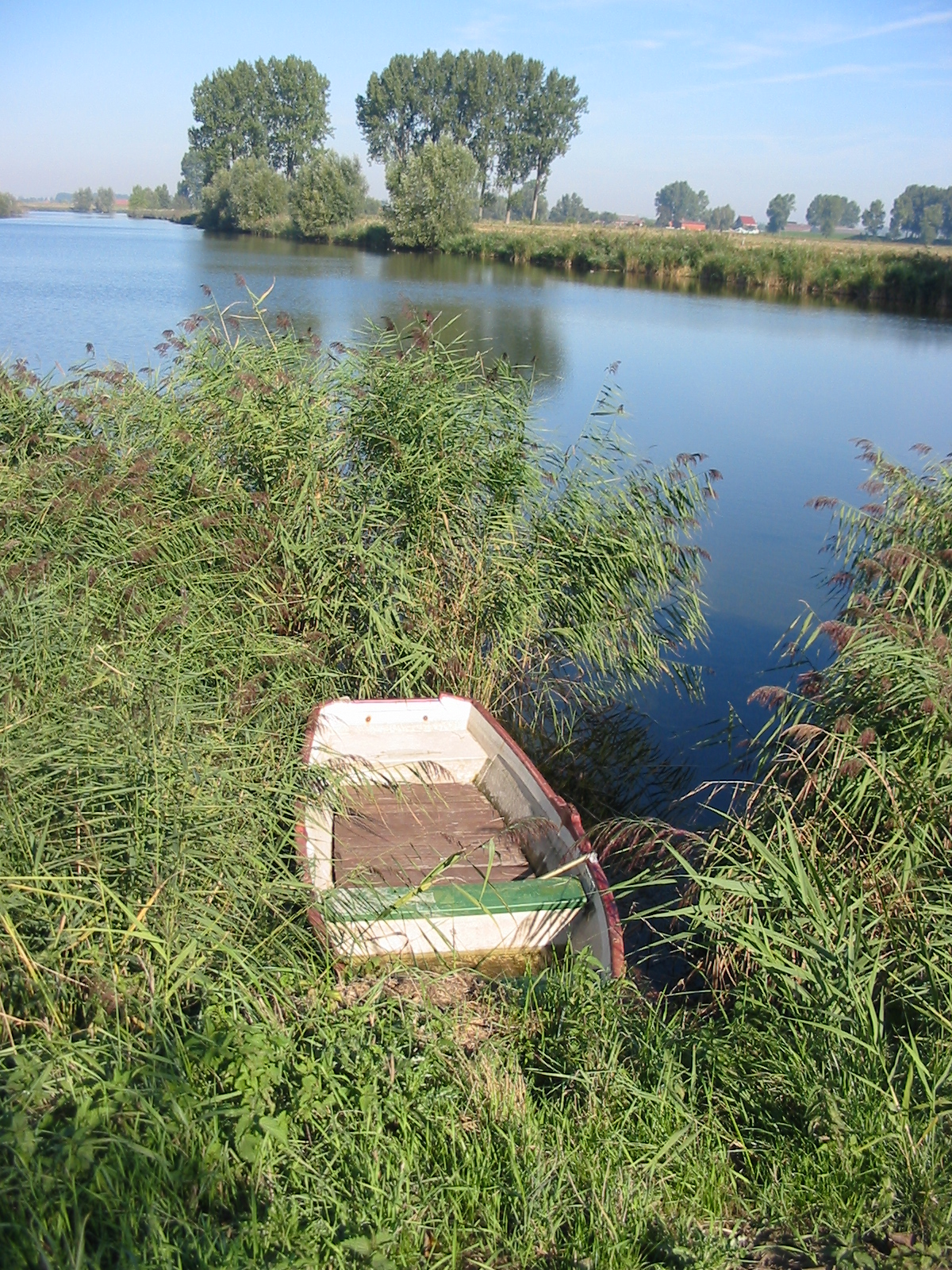
De Boerekreek in Sint-Jan-in-Eremo, een van de vele kreken in de gemeente
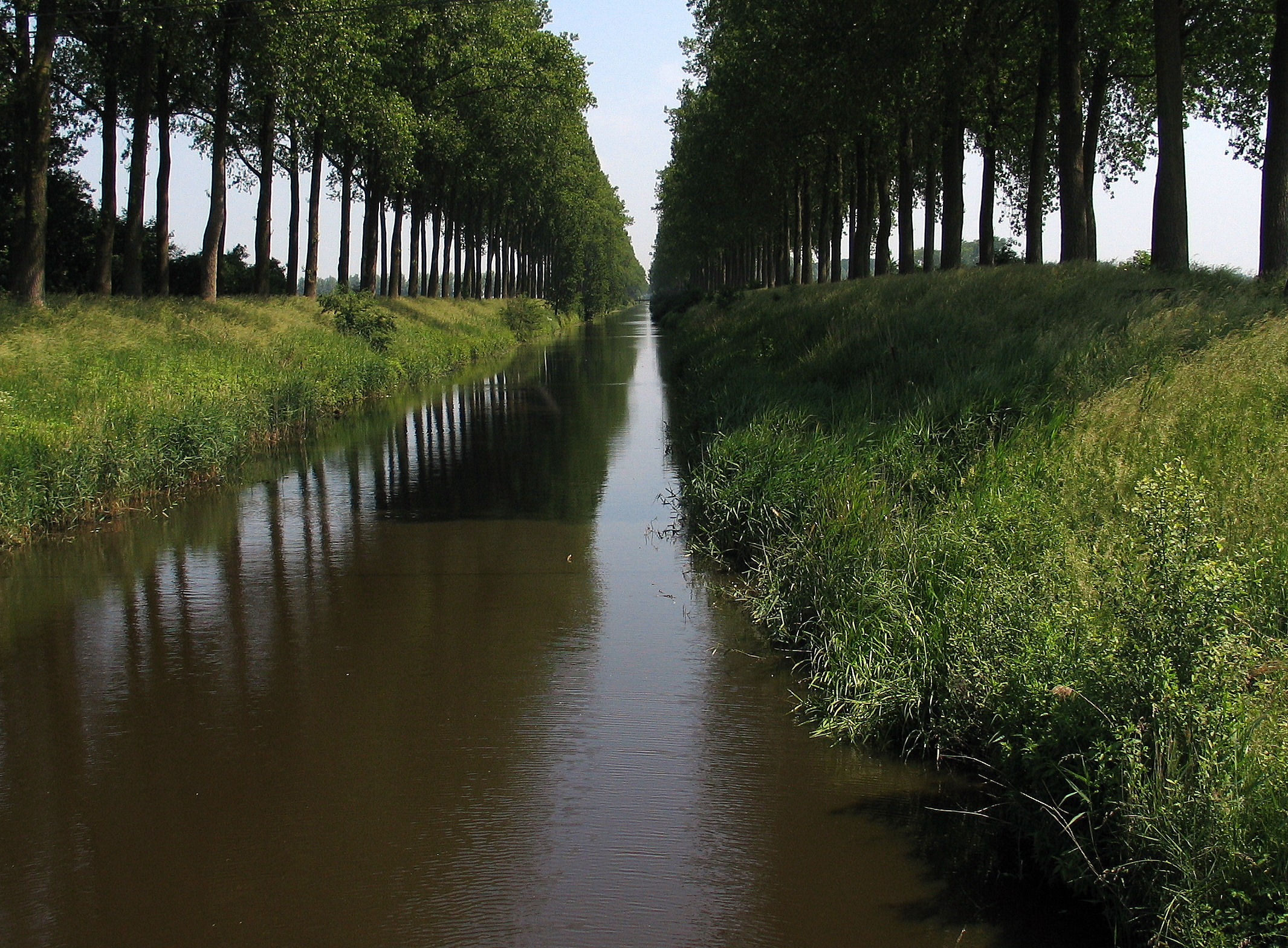
Het Leopoldkanaal
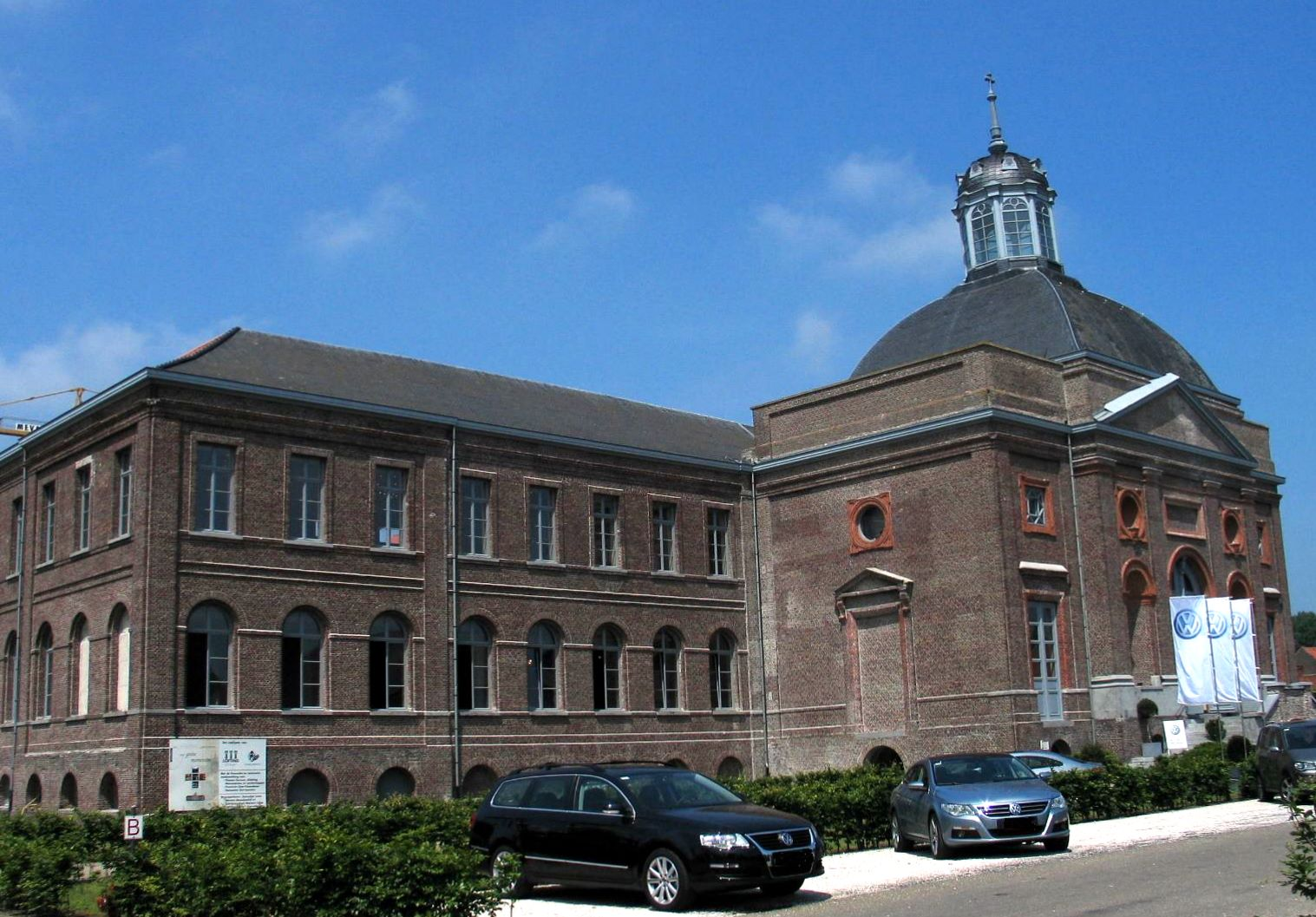
Het Godshuis te Sint-Laureins

## Natuur en landschap
Sint-Laureins ligt op de grens van het Oost-Vlaams poldergebied en Zandig Vlaanderen op een hoogte van ongeveer 4 meter. Ten oosten strekken zich de Slependammepolders uit. In het noorden ligt het Meetjeslands krekengebied en het krekengebied van West-Zeeuws-Vlaanderen. Direct in het noorden ligt het Leopoldkanaal en een aantal polders die samen de watering Generale Vrije Polders vormen. Tot het krekengebied behoren de Blokkreek, de Bentillekreek en de Boerekreek.

## Kernen
Naast Sint-Laureins zelf liggen in de gemeente nog de deelgemeenten Sint-Margriete, Sint-Jan-in-Eremo, Waterland-Oudeman en Watervliet. In het zuiden van Sint-Jan-in-Eremo ligt het dorp Bentille, op de grens met Kaprijke. De kern Bentille is omvangrijker dan de eigenlijke dorpskern van Sint-Jan-in-Eremo.
Kleinere buurtschappen zijn onder meer: Zonne en Hondseinde.

### Deelgemeenten
|   | Naam                    | Opp. (km²) | Inwoners (2020) | Inwoners per km² | NIS-code |
| - | ----------------------- | ---------- | --------------- | ---------------- | -------- |
| 1 | Sint-Laureins (I)       | 21,41      | 2.841           | 133              | 43014A   |
| 2 | Sint-Margriete (II)     | 10,52      | 692             | 66               | 43014B   |
| 3 | Sint-Jan-in-Eremo (III) | 12,64      | 1.133           | 90               | 43014C   |
| 4 | Waterland-Oudeman (IV)  | 8,88       | 449             | 51               | 43014D   |
| 5 | Watervliet (V)          | 21,09      | 1.699           | 81               | 43014E   |

De gemeente Sint-Laureins grenst aan volgende gemeenten en deelgemeenten:
- a. Boekhoute (Assenede)
- b. Bassevelde (Assenede)
- c. Kaprijke
- d. Eeklo
- e. Adegem (Maldegem)
- f. Maldegem
- Sluis (gemeente)

## Demografie

### Demografische evolutie voor de fusie
- Bron:NIS - Opm:1831 t/m 1970=volkstellingen op 31 december; 1976= inwonertal per 31 december

### Demografische ontwikkeling van de fusiegemeente
Alle historische gegevens hebben betrekking op de huidige gemeente, inclusief deelgemeenten, zoals ontstaan na de fusie van 1 januari 1977.
- Bronnen:NIS, Opm:1831 tot en met 1981=volkstellingen; 1990 en later= inwonertal op 1 januari

| Inwoners van jaar tot jaar op 1 januari 1992 tot heden | Inwoners van jaar tot jaar op 1 januari 1992 tot heden | Inwoners van jaar tot jaar op 1 januari 1992 tot heden |
| jaar                                                   | Aantal                                                 | Evolutie: 1992=index 100                               |
| ------------------------------------------------------ | ------------------------------------------------------ | ------------------------------------------------------ |
| 1992                                                   | 6.512                                                  | 100,0                                                  |
| 1993                                                   | 6.516                                                  | 100,1                                                  |
| 1994                                                   | 6.533                                                  | 100,3                                                  |
| 1995                                                   | 6.535                                                  | 100,4                                                  |
| 1996                                                   | 6.556                                                  | 100,7                                                  |
| 1997                                                   | 6.551                                                  | 100,6                                                  |
| 1998                                                   | 6.565                                                  | 100,8                                                  |
| 1999                                                   | 6.517                                                  | 100,1                                                  |
| 2000                                                   | 6.513                                                  | 100,0                                                  |
| 2001                                                   | 6.524                                                  | 100,2                                                  |
| 2002                                                   | 6.504                                                  | 99,9                                                   |
| 2003                                                   | 6.556                                                  | 100,7                                                  |
| 2004                                                   | 6.528                                                  | 100,2                                                  |
| 2005                                                   | 6.518                                                  | 100,1                                                  |
| 2006                                                   | 6.582                                                  | 101,1                                                  |
| 2007                                                   | 6.591                                                  | 101,2                                                  |
| 2008                                                   | 6.594                                                  | 101,3                                                  |
| 2009                                                   | 6.577                                                  | 101,0                                                  |
| 2010                                                   | 6.604                                                  | 101,4                                                  |
| 2011                                                   | 6.535                                                  | 100,4                                                  |
| 2012                                                   | 6.640                                                  | 102,0                                                  |
| 2013                                                   | 6.643                                                  | 102,0                                                  |
| 2014                                                   | 6.649                                                  | 102,1                                                  |
| 2015                                                   | 6.663                                                  | 102,3                                                  |
| 2016                                                   | 6.666                                                  | 102,4                                                  |
| 2017                                                   | 6.636                                                  | 101,9                                                  |
| 2018                                                   | 6.684                                                  | 102,6                                                  |
| 2019                                                   | 6.783                                                  | 104,2                                                  |
| 2020                                                   | 6.818                                                  | 104,7                                                  |
| 2021                                                   | 6.919                                                  | 106,3                                                  |
| 2022                                                   | 6.940                                                  | 106,6                                                  |
| 2023                                                   | 7.041                                                  | 108,1                                                  |
| 2024                                                   | 7.016                                                  | 107,7                                                  |
| 2025                                                   | 6.941                                                  | 106,6                                                  |

## Politiek

### Burgemeesters
- 1977-1989 : Roger Van de Keere (CVP)
- 1989-2006 : Jozef Van Braekel (CVP/CD&V)
- 2007-2012 : Annick Willems (CD&V)
- 2013-2024: Franki Van de Moere (Samen Anders)
- 2024-heden: Patrick De Greve (CD&V plus)

Burgemeester is Patrick De Greve (CD&V Plus). Zijn partij CD&V Plus vormde een coalitie met Samen Anders. Zij hebben een meerderheid van 18 op 19 zetels.

### Resultaten gemeenteraadsverkiezingen sinds 1976
| Partij of kartel     | Partij of kartel                                   | 10-10-1976 | 10-10-1976 | 10-10-1982 | 10-10-1982 | 9-10-1988 | 9-10-1988 | 9-10-1994 | 9-10-1994 | 8-10-2000 | 8-10-2000 | 8-10-2006 | 8-10-2006 | 14-10-2012 | 14-10-2012 | 14-10-2018 | 14-10-2018 | 13-10-2024 | 13-10-2024 |
| Stemmen / Zetels     | Stemmen / Zetels                                   | %          | 17         | %          | 17         | %         | 17        | %         | 17        | %         | 17        | %         | 17        | %          | 17         | %          | 17         | %          | 19         |
| -------------------- | -------------------------------------------------- | ---------- | ---------- | ---------- | ---------- | --------- | --------- | --------- | --------- | --------- | --------- | --------- | --------- | ---------- | ---------- | ---------- | ---------- | ---------- | ---------- |
|                      | SP                                                 | 5,32       | 0          | 5,48       | 0          | -         |           | -         |           | -         |           | 47,96A    | 8         | 47,2A      | 8          | 56,2B      | 10         | 41,0B      | 9          |
|                      | Agalev                                             | -          |            | 1,49       | 0          | 2,45      | 0         | 7,77      | 0         | 7,82      | 0         | 47,96A    | 8         | 47,2A      | 8          | 56,2B      | 10         | 41,0B      | 9          |
|                      | Volksbelangen1/ PVV2/ VLD3/ SamenA / Samen AndersB | 44,931     | 8          | 42,841     | 8          | 30,252    | 6         | 33,453    | 6         | 33,993    | 6         | 47,96A    | 8         | 47,2A      | 8          | 56,2B      | 10         | 41,0B      | 9          |
|                      | CVP1/ CD&V2 / CD&V Plus3                           | 49,211     | 9          | 49,331     | 9          | 53,281    | 11        | 55,761    | 11        | 55,51     | 11        | 52,042    | 9         | 37,82      | 7          | 33,52      | 6          | 41,63      | 9          |
|                      | N-VA                                               | -          |            | -          |            | -         |           | -         |           | -         |           | -         |           | 14,99      | 2          | 10,3       | 1          | -          |            |
|                      | Vlaams Blok1/ Vlaams Belang2                       | -          |            | -          |            | -         |           | 1,661     | 0         | 2,691     | 0         | -         |           | -          |            | -          |            | 10,32      | 1          |
|                      | Voor alle Vijf                                     | -          |            | -          |            | -         |           | -         |           | -         |           | -         |           | -          |            | -          |            | 7,2        | 0          |
| Anderen(*)           | Anderen(*)                                         | 0,54       | 0          | 0,86       | 0          | 14,03     | 0         | 1,37      | 0         | -         |           | -         |           | -          |            | -          |            | -          |            |
| Totaal stemmen       | Totaal stemmen                                     | 4913       | 4913       | 4879       | 4879       | 4849      | 4849      | 4918      | 4918      | 5009      | 5009      | 5082      | 5082      | 5134       | 5134       | 4872       | 4872       | 3800       | 3800       |
| Opkomst %            | Opkomst %                                          |            |            |            |            | 97,08     | 97,08     | 97,02     | 97,02     | 96,89     | 96,89     | 97,67     | 97,67     | 96,16      | 96,16      | 95,4       | 95,4       | 69,4       | 69,4       |
| Blanco en ongeldig % | Blanco en ongeldig %                               | 1,73       | 1,73       | 2,36       | 2,36       | 3,11      | 3,11      | 3,4       | 3,4       | 3,49      | 3,49      | 4,4       | 4,4       | 3,86       | 3,86       | 4,6        | 4,6        | 1,3        | 1,3        |

De rode cijfers naast de gegevens duiden aan onder welke naam de partijen telkens bij een verkiezing opkwamen.

De zetels van de gevormde coalitie staan vetjes afgedrukt

(*) 1976: AW (0,54%) / 1982: AW (0,86%) / 1988: Lijst 12 (8,11%), GB (5,92%) / 1994: PVDA (1,37%)

## Nabijgelegen kernen
Eede, Sint Kruis, Sint-Margriete, Bentille, Balgerhoeke